# 即時引爆
《即時引爆》（英語：Ticker）是一部2001年美國動作片，由亞伯特·派努執導，湯姆·塞茲摩爾、丹尼斯·霍柏和史蒂芬·席格主演。劇情講述一群恐怖份子與美國警方周旋，要求放出被捉住的同夥，否則將釋放足以整座街區的炸彈。電影2001年11月13日在美國上映。

## 劇情
夜裡，一支特警隊聚集在一名被恐怖份子扣為人質的美國參議員家外，由法蘭克·格拉斯中尉率領的拆彈小組抵達，格拉斯在地下室發現了一枚炸彈，並在特警隊與劫持人質的槍戰中努力解除炸彈。格拉斯解除了炸彈，但因太容易而認為這是陷阱；格拉斯回到外頭後，恐怖份子領導兼炸彈客艾力克·史旺引爆了真正的炸彈，殺死了屋子裡面的所有人。
一年後，緝毒警察雷·尼托斯和搭檔亞特·「福茲」·里可在舊金山逮捕了一名嫌毒的嫌疑人。雷讓一名為她和孩子懇求的女人離開。福茲告訴雷該為了他的「心魔」尋求幫助；雷的妻子和兒子在汽車爆炸中喪生，讓他至今仍走不出來。兩人看到人們在深夜進入倉庫並進行調查；雷逮捕了名為克萊兒·曼寧的女人，對方包含史旺在內的三名同夥在與雷僵持後逃脫，此前史旺槍殺了福茲。克萊兒戴著一條看起來很奇怪的手鐲，雷帶去拆彈小組讓格拉斯檢查，手鐲被發現含有塞姆汀炸药的導爆索。史旺致電警局，要求在一小時內釋放女友克萊兒，否則將炸掉一家酒吧。
雷帶著格拉斯回到倉庫，並從找到了一家爵士俱樂部得一支法國香煙和火柴盒。他們去俱樂部殺死了其中恐怖份子炸彈客杜格，解除了對方攜帶的炸彈。雷再次質問克萊兒；對方終於透露了史旺的名字和倖存的成員佛許鮑。克萊兒聲稱無論發生什麼，自己都會因為被抓住而被殺，並決定合作。史旺打算在警察局安放炸彈，但一直無法認同史旺做法的佛許鮑迫使他在槍口下將炸彈交給自己。警察把佛許鮑逼到了牆角，格拉斯阻止了引爆，但史旺使用公用電話引爆了佛許鮑車子裡的炸彈，連同格拉斯的同事普奇一併殺死。
史旺讓同夥文森·克魯希香克率領一票人在市區某處安排大規模爆炸。雷說服警察釋放克萊兒，希望避免再次發生爆炸，他們給了她追蹤裝置。然而，當克萊兒與史旺團聚後便拆去了追蹤裝置；兩人在車裡討論了即將到來的「傑作」，克萊兒便下車去電話亭啟動炸彈。但克萊兒卻引爆了史旺車裡的炸彈。困惑的格拉斯告訴雷他們都已死亡。在電視上看到市政廳後，雷想起了克萊兒關於丈夫遭謀殺的故事，發現她一直是主謀。雷和格拉斯衝到市政廳然後分頭行動，雷去地下室，格拉斯去屋頂。雷被迫在格拉斯的無線電建議下解除炸彈，格拉斯指導他放鬆並忘記悲傷，但該裝置是誘餌，真正的炸彈位於屋頂上，威力足以整座街區；格拉斯最後順利解除了該炸彈。危機解除後，雷和格拉斯一起輕鬆地離開現場。

## 演員
- 湯姆·塞茲摩爾飾演雷·尼托斯警探（Detective Ray Nettles）
- 丹尼斯·霍柏飾演艾力克·史旺（Alex Swan）
- 史蒂芬·席格飾演法蘭克·格拉斯中尉（Lieutenant Frank Glass）
- 纳斯飾演亞特·「福茲」·里可警探（Detective Art "Fuzzy" Rice）
- 潔米·佩絲莉飾演克萊兒·曼寧（Claire Manning）
- 凱文·蓋奇（英语：Kevin Gage (actor)）飾演派頓·「普奇」·史塔德（Payton "Pooch" Stad）
- 羅瑪尼·麥柯（英语：Romany Malco）飾演T·J·利特爾（T.J. Littles）
- 咪咪·蘿絲（Mimi Rose）飾演貝弗利·「貝弗」·西博（Beverly "Bev" Seabo）
- 彼得·格林（英语：Peter Greene）飾演艾帝·普魯欽斯基警探（Detective Artie Pluchinsky）
- Ice-T飾演文森·克魯希香克（Vincent Cruichshank）
- 罗藏达·托马斯飾演莉莉·麥卡琴（Lilly McCutcheon）
- 麥可·海爾賽（Michael Halsey）飾演賽門·佛許鮑（Simon Vershbow）
- 諾伯·威瑟（英语：Norbert Weisser）飾演比利·杜格（Billy Dugger）
- 喬·斯帕諾（英语：Joe Spano）飾演R·J·溫特斯警監（Captain R.J. Winters）
- 友二億本（英语：Yuji Okumoto）飾演大使館領事（鏡頭刪減；僅出現在導演剪輯版）[3]

## 製作
電影花了十二天拍攝。在拍攝期間，丹尼斯·霍柏只在片場待了一天，所以從未與湯姆·塞茲摩爾、史蒂芬·席格、潔米·佩絲莉見過面；席格則花了六天拍完自己的戲份。電影最後的直升機及屋頂橋段幾乎完全由《終極指令》（1997年）的鏡頭組成。導演亞伯特·派努討厭本片，表示怒族影業在拍攝中途突然切斷了資金，然後奪走了主導權，並在電影發行之前檔案片段拼接起來，成為該片商想要的「席格式動作片」。此後，派努自行發布了屬於自己、截然不同的導演剪輯版。

## 備註
1. 香港雖然命名為《極速潛龍2》，但本片與1998年電影《極速潛龍》（同由史蒂芬·席格主演）無關。

## 外部連結
- 互联网电影数据库（IMDb）上《即時引爆》的资料（英文）
- AllMovie上《即時引爆》的资料（英文）
- 爛番茄上《即時引爆》的資料（英文）